# 스테로이드

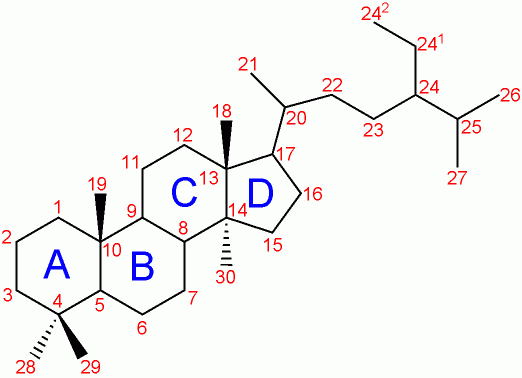
스테로이드의 기본 구조

스테로이드(steroid)는 사이클로헥세인 고리 셋에 사이클로펜테인 고리 하나가 붙은 스테로이드 핵을 가진 스테롤, 담즙산, 성호르몬 따위의 지방 융해성 화합물을 통틀어 이르는 말이다. 지방산을 함유하지 않고, 6개의 탄소 원자로 이루어진 고리 3개, 5개의 탄소 원자로 이루어진 고리 한 개 즉, 고리 네 개가 결합된 공통의 기본 구조를 가진 지질이자 유기 화합물이다.
동물에 많은 콜레스테롤은 세포막의 중요한 구성 성분이며, 또한 생체막이나 부신피질 호르몬 및 담즙산의 모체이다. 모든 스테로이드는 조효소 A의 생합성 과정에서 만들어진다.

## 명명
스테로이드 구조의 예는 다음과 같다:

테스토스테론
콜산
덱사메타손
라노스테롤
프로게스테론
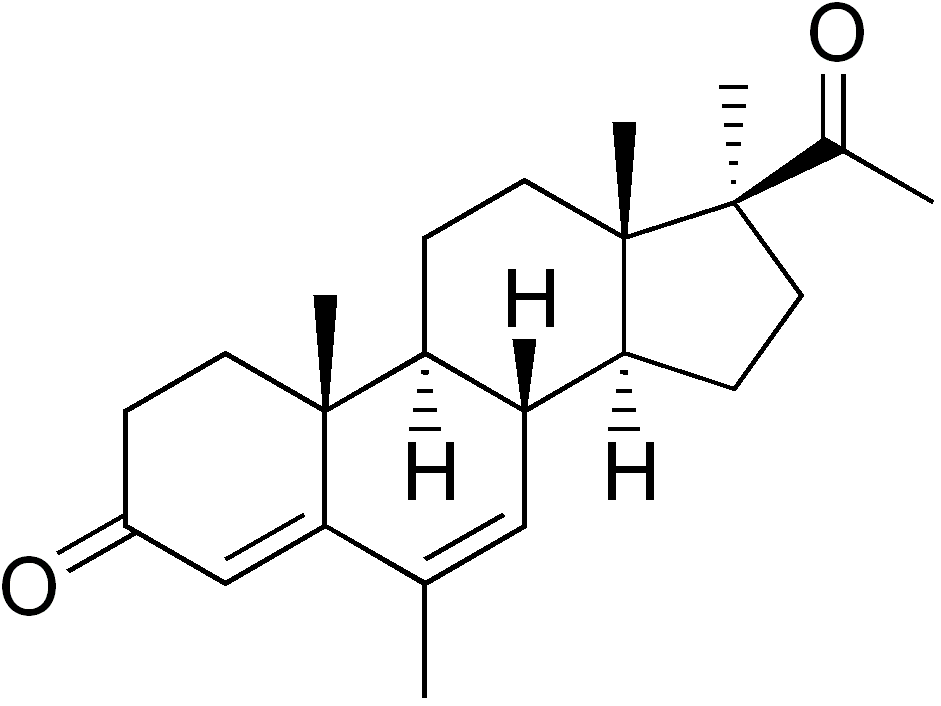
메드로게스톤
β-시토스테롤

## 체내 합성
스테로이드는 부신피질에서 만들어진다.

## 역사
스테로이드는 노화를 막고 다시 젊어지려는 인간 욕망 덕에 발견됐다. 1889년 프랑스 생리학자 샤를에두아르 브라운세카르는 젊은 사람의 혈액, 정액, 고환 추출물 등을 섞은 약을 만들어 먹으면 다시 젊어질 수 있다고 믿고, 과감하게도 이를 실천에 옮겼다. 그는 개의 고환을 여과한 혼합액에 브라운세카르의 영약(‘세쿠아린’)이란 이름을 붙여 자기 몸에 투입했다. 엉터리가 틀림없을 이 약은 놀랍게도 엄청난 인기를 끌어서 무려 1만 명 이상이 이 약을 처방받았다. 이른바 ‘스테로이드 치료’의 시작이었다. 이후 젊어지는 물질을 찾기 위한 세카르의 연구는 다른 동물에 이식하는 등 여러 실험으로 이어졌다. 
1931년 독일 나치 정권의 생화학자인 아돌프 부테난트가 안드로스테론이란 남성으로부터 호르몬을 분리하는 데 성공했고, 4년 후엔 남성 호르몬 테스토스테론의 구조를 밝히는 데까지 나아갔다. 그는 이 발견으로 1939년 레오폴트 루지치카와 함께 노벨 화학상을 받았다. 테스토스테론은 고환에서 95%가 생성되며, 젊음을 유지해 준다고 여겨졌다. 실제 테스토스테론엔 단백질을 만들고, 근육이 자라나도록 돕는 ‘단백동화 효과’(anabolic effect)가 있다. 테스토스테론 약은 운동선수들에게 비밀리에 보급됐고, 투약 선수들은 눈에 띄는 실력 향상을 보였다. 육상선수 벤 존슨, 야구 선수 배리 본즈 등의 약물 사용 사례는 널리 알려져 있다.

## 유형

### 기능에 따라
당 조절 스테로이드와 미네랄, 즉 수액 및 혈압 조절에 관여하는 스테로이드로 나눈다. 또, 체내 합성 호르몬인 스테로이드와 인공 합성 스테로이드로 분류할 수도 있다.
저명한 스테로이드 호르몬의 주요 유형은 다음과 같다:
- 코르티코스테로이드:
  - 당질 코르티코이드:
    - 코르티솔

  - 무기질코르티코이드:
    - 알도스테론
- 성 호르몬:
  - 프로게스토겐:
    - 프로게스테론

  - 안드로겐:
    - 테스토스테론

  - 에스트로겐:
    - 에스트라디올

## 효능과 부작용
스테로이드는 체내에서 성호르몬으로 전환돼 임신, 근육 합성 등 몸의 여러 기능에 관여한다. 스테로이드를 이용한 각종 약물은 탈모, 전립선 비대증, 근육 손실, 유방암, 골다공증, 난임, 전립선암, 관절염, 대장염, 천식, 피부염 등의 치료제로 쓰인다. 그러나 부작용이 너무 크다. 테스토스테론은 혈압과 체내 칼륨 이온 농도를 높이고 전립선암을 유발해 심하면 사망에 이르게 한다.
프로게스테론은 난소에 있는 작은 노란 조직인 황체에서 나오는 호르몬으로, 수정란이 착상하면 배아를 보호하기 위해 다음 수정을 막는 역할도 한다. 인위적으로 프로게스테론 농도를 높여 임신을 막을 수 있다. 1940년대에 제약회사 신텍스는 이를 활용해 피임약을 만들 수 있음을 알아냈다. 그러나 임신을 인위적으로 조절하는 행위를 부정적으로 바라보던 시대였기에 실제 사용까지는 인권운동가들의 오랜 투쟁이 필요했다. 1960년 ‘에노비드’가 정식 피임약으로 승인받으며 여성들이 자유롭게 피임약을 구매할 수 있게 됐다.   
에스트로겐은 갱년기 증상 완화를 목적으로 1970년대에 큰 인기를 끌었다. 이상 성욕을 지닌 사람에게 투입해서 화학적 거세에도 쓰인다. 동성애 치료 목적으로도 악용됐다. 앨런 튜링이 대표적 사례다. 동성애가 불법이던 영국에서 그는 강제로 합성 에스트로겐 투입을 선고받고, 신체 변화를 견디지 못하고 독약을 먹고 스스로 목숨을 끊었다. 에스트로겐 역시 유방암과 난소암 발병 확률을 높이는 부작용이 있다. 이 부작용을 제거한 약들이 등장해 현재도 사용되고 있다.
코르티손은 우리 몸에서 염증을 제어하는 중요한 역할을 한다. 관절염 치료제로 주목받았다. 그러나 얼굴이 붓는 쿠싱증후군, 골다공증, 당뇨병, 백내장, 녹내장 등을 일으키는 부작용이 있다.

## 스테로이드 관련 질환
- 쿠싱 증후군
- 애디슨병

## 스테로이드 오남용
근육 강화를 위해 운동 선수들이 스테로이드를 오 남용하는 경우가 많으며, 도핑에 해당되는 약물이다. 따라서 운동선수가 이를 복용하는 것은 금지되어 있다. 심각한 부작용이 있고. 그 대표적인 부작용이 만성 부작용으로 쿠싱 증후군이 있다.
최근 헬스클럽 인구가 증가하면서, 빠른 근육량 증가를 위해서 불법적으로 단백동화 스테로이드를 구입하여 사용하는 사례와 이에 따른 부작용이 증가하고 있다. 스테로이드 오남용에 대한 부작용으로는 관련 질환 외에도 다양한 징후가 몸으로 발견되며 다음과 같다.  
- 탈모
- 등과 가슴 쪽의 여드름
- 남성호르몬의 방향족화로 인한 여유증
- 심혈관 질환의 발병 및 악화

국내에서 스테로이드는 전문 의약품으로 분류되기 때문에 의사의 처방으로만 구입할 수 있다. 근육 성장을 위해 주로 주사 형태의 단백 동화의 스테로이드를 사용하는 사람들이 있지만, 상기한 부작용 외에도 피부 괴사의 위험 또한 따르기에 때문에 의사와 상담이 필요한 약물이다.

## 참고
- 이 문서에는 다음커뮤니케이션(현 카카오)에서 GFDL 또는 CC-SA 라이선스로 배포한 글로벌 세계대백과사전의 내용을 기초로 작성된 글이 포함되어 있습니다.

## 같이 보기
- 부신
- 바트라코톡신
- 페로몬

1. 1 2 3 4 5 6  백승만 (2025). 《스테로이드 인류》. 히포크라테스.